# Anna Borház
Az Anna Borház egy borászat és pincészet, amely Érsekhalma határában, a Hajósi hegyközség területén található. Magyarország egyik első biogazdasága.

## Története
A vállalkozást Gonda János és Kiss Mária alapította 1992-ben. 1998 óta foglalkoznak biogazdálkodással. A 2001 évtől kezdve a Cabernet Sauvignon boruk ellenőrzött biobor. A többi fajtáikat a későbbi években állították át.
2004-től a megtermelt szőlőikből két új terméket fejlesztettek ki. Abban az évben 2000 palack tradicionális pezsgőt (bioborból készült biopezsgőt) állítottak elő. Ez a terméküket 2007-ben már 9600 palackkal készítették. 
2005-ben elnyerték az év bioterméke díjat, és számos egyéb rangos elismerést is kaptak már mind a bor- és pezsgőkészítés, mind a biogazdálkodás területen.
A gazdaságnak 20 ha földje van. Ebből 15 ha szőlőültetvény, amelyet ökológiai módon művelnek két alkalmazott segítségével. Szőlőfajtáik elsősorban Chardonnay, Cabernet sauvignon, Kékfrankos, Olaszrizling és Merlot. A szőlőültetvény mellett pincét és borházat működtetnek. A pincéjükből kizárólag a saját földjükön termett és saját kezük munkájával előállított biobor kerül ki.

## Szőlőfajtáik
- Termőszőlő 10 hektár:
  - Kékfrankos
  - Cabernet Sauvignon
  - Chardonnay
- Új telepítésű 4 hektár:
  - Merlot
  - Olaszrizling
  - Kadarka
- Ezen kívül 1 hektár rezisztens csemegeszőlő:
  - Néró csemegeszőlő
  - Eszter csemegeszőlő
  - Palatina csemegeszőlő

## Főbb termékeik

### Biomust
A másik fejlesztési próbálkozásuk bioszőlőből biomustot készíteni és értékesíteni. Ez a termék tartósítószer nélkül készült, és a szőlő minden hasznos összetevője megtalálható benne, akárcsak a friss gyümölcsben. Kapacitásuk fejlesztésével megpróbálnak folyamatosan egyre több palackkal termelni.